# 等高薹草
等高薹草（学名：Carex aequialta）为莎草科薹草属下的一个种。分布在日本以及中国大陆的安徽、江苏等地，一般生长在水边。

## 扩展阅读
- 維基物種上的相關：等高薹草